# Polská rallye 2016

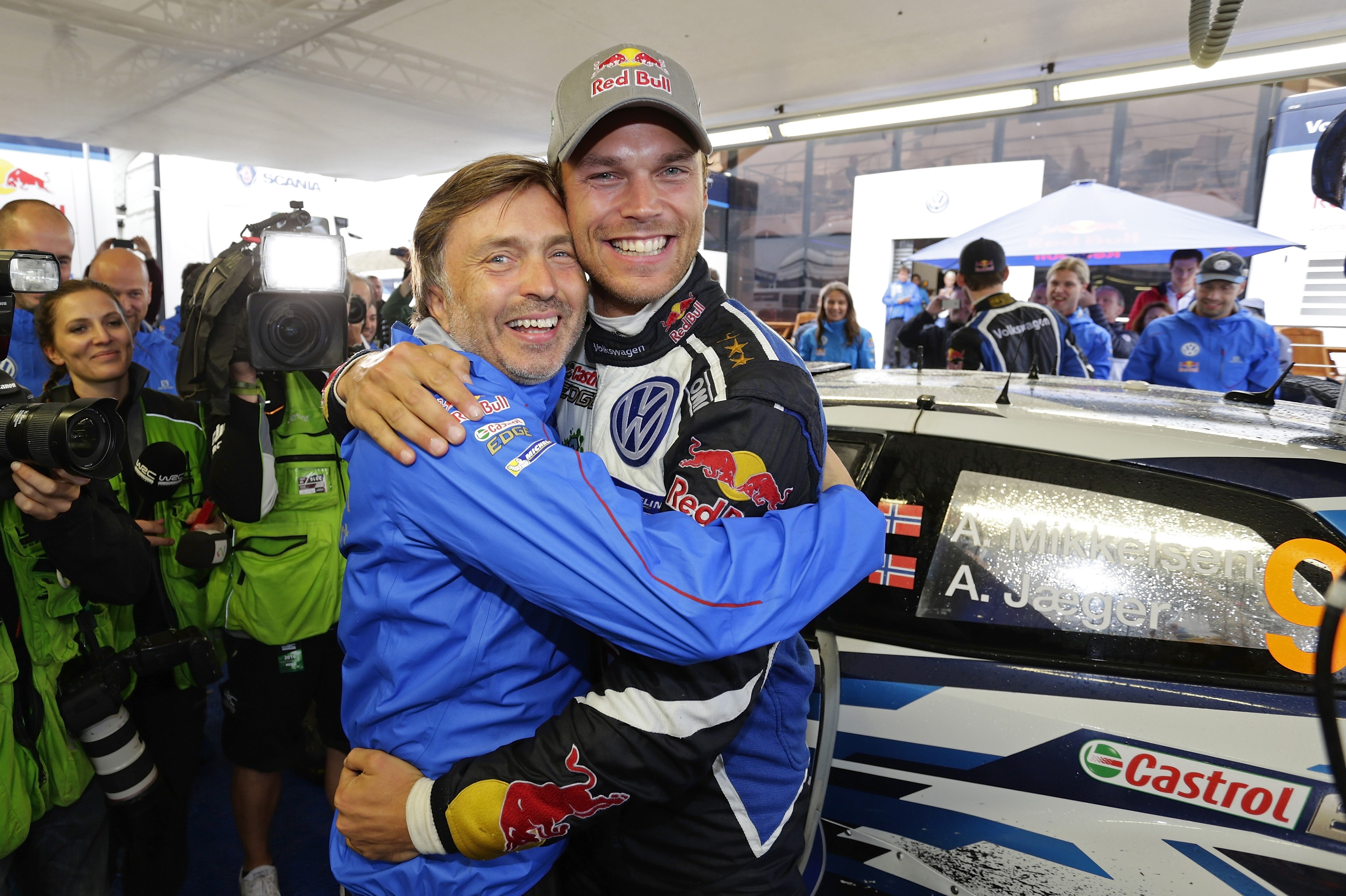
Andreas Mikkelsen a Jost Capito na Polské rallye 2016

Polská rallye 2016 (oficiálně 73. PZM Rajd Polski) byl sedmý podnik Mistrovství světa v rallye 2016 (WRC). Rallye se konala 30. června až 3. července 2016. Polská rallye měla celkem 22 rychlostních testů s délkou 317 kilometrů. Absolutním vítězem se stal Nor Andreas Mikkelsen s vozem Volkswagen Polo R WRC.

## Pořadí
| Pos.                  | No.                   | Jezdec                | Spolujezdec           | Tým                              | Vůz                   | Třída                 | Čas                   | Rozdíl                | Body                  |                       |
| Absolutní klasifikace | Absolutní klasifikace | Absolutní klasifikace | Absolutní klasifikace | Absolutní klasifikace            | Absolutní klasifikace | Absolutní klasifikace | Absolutní klasifikace | Absolutní klasifikace | Absolutní klasifikace | Absolutní klasifikace |
| --------------------- | --------------------- | --------------------- | --------------------- | -------------------------------- | --------------------- | --------------------- | --------------------- | --------------------- | --------------------- | --------------------- |
| 1                     | 9                     | Andreas Mikkelsen     | Anders Jæger          | Volkswagen Motorsport II         | Volkswagen Polo R WRC | WRC                   | 2:37:34.4             |                       | 25                    |                       |
| 2                     | 12                    | Ott Tänak             | Raigo Mõlder          | DMACK World Rally Team           | Ford Fiesta RS WRC    | WRC                   | 2:38:00.6             | +26.2                 | 18                    |                       |
| 3                     | 4                     | Hayden Paddon         | John Kennard          | Hyundai Motorsport               | Hyundai i20 WRC       | WRC                   | 2:38:02.9             | +28.5                 | 15                    |                       |
| 4                     | 3                     | Thierry Neuville      | Nicolas Gilsoul       | Hyundai Motorsport               | Hyundai i20 WRC       | WRC                   | 2:38:03.7             | +29.3                 | 13                    |                       |
| 5                     | 2                     | Jari-Matti Latvala    | Miikka Anttila        | Volkswagen Motorsport            | Volkswagen Polo R WRC | WRC                   | 2:38:08.2             | +33.8                 | 12                    |                       |
| 6                     | 1                     | Sébastien Ogier       | Julien Ingrassia      | Volkswagen Motorsport            | Volkswagen Polo R WRC | WRC                   | 2:38:14.7             | +40.3                 | 11                    |                       |
| 7                     | 8                     | Craig Breen           | Scott Martin          | Abu Dhabi Total World Rally Team | Citroën DS3 WRC       | WRC                   | 2:39:35.8             | +2:01.4               | 6                     |                       |
| 8                     | 5                     | Mads Østberg          | Ola Fløene            | M-Sport World Rally Team         | Ford Fiesta RS WRC    | WRC                   | 2:40:39.0             | +3:04.6               | 4                     |                       |
| 9                     | 7                     | Stéphane Lefebvre     | Gabin Moreau          | Abu Dhabi Total World Rally Team | Citroën DS3 WRC       | WRC                   | 2:42:46.4             | +5:12.0               | 2                     |                       |
| 10                    | 6                     | Eric Camilli          | Benjamin Veillas      | M-Sport World Rally Team         | Ford Fiesta RS WRC    | WRC                   | 2:42:57.5             | +5:23.1               | 1                     |                       |

## Jednotlivé etapy
| Den    | RZ   | Jméno                 | Délka    | Vítěz                     | Vůz                                   | Čas     | Leader            |
| ------ | ---- | --------------------- | -------- | ------------------------- | ------------------------------------- | ------- | ----------------- |
| 1. den | SS1  | SSS Mikołajki Arena 1 | 2.50 km  | Thierry Neuville          | Hyundai i20 WRC                       | 1:46.2  | Thierry Neuville  |
| 1. den | SS2  | Chmielewo 1           | 6.52 km  | Hayden Paddon             | Hyundai i20 WRC                       | 3:15.9  | Ott Tänak         |
| 1. den | SS3  | Wieliczki 1           | 17.30 km | Andreas Mikkelsen         | Volkswagen Polo R WRC                 | 8:58.6  | Andreas Mikkelsen |
| 1. den | SS4  | Świętajno 1           | 21.14 km | Ott Tänak                 | Ford Fiesta RS WRC                    | 10:04.8 | Andreas Mikkelsen |
| 1. den | SS5  | Stare Juchy 1         | 13.50 km | Hayden Paddon             | Hyundai i20 WRC                       | 6:45.3  | Andreas Mikkelsen |
| 1. den | SS6  | Chmielewo 2           | 6.52 km  | Ott Tänak                 | Ford Fiesta RS WRC                    | 3:10.7  | Andreas Mikkelsen |
| 1. den | SS7  | Wieliczki 2           | 17.30 km | Ott Tänak                 | Ford Fiesta RS WRC                    | 8:50.2  | Andreas Mikkelsen |
| 1. den | SS8  | Świętajno 2           | 21.14 km | Ott Tänak                 | Ford Fiesta RS WRC                    | 9:54.0  | Ott Tänak         |
| 1. den | SS9  | Stare Juchy 2         | 13.50 km | Hayden Paddon             | Hyundai i20 WRC                       | 6:39.1  | Ott Tänak         |
| 1. den | SS10 | SSS Mikołajki Arena 2 | 2.50 km  | Sébastien Ogier Ott Tänak | Volkswagen Polo R WRC Ford Fiesta WRC | 1:46.0  | Ott Tänak         |
| 2. den | SS11 | Gołdap 1              | 14.75 km | Ott Tänak                 | Ford Fiesta RS WRC                    | 7:26.3  | Ott Tänak         |
| 2. den | SS12 | Stańczyki 1           | 25.27 km | Ott Tänak                 | Ford Fiesta RS WRC                    | 13:40.7 | Ott Tänak         |
| 2. den | SS13 | Babki 1               | 21.02 km | Ott Tänak                 | Ford Fiesta RS WRC                    | 10:16.5 | Ott Tänak         |
| 2. den | SS14 | Stańczyki 2           | 25.27 km | Andreas Mikkelsen         | Volkswagen Polo R WRC                 | 13:27.2 | Ott Tänak         |
| 2. den | SS15 | Babki 2               | 21.02 km | Stéphane Lefebvre         | Citroën DS3 WRC                       | 10:04.3 | Ott Tänak         |
| 2. den | SS16 | Gołdap 2              | 14.75 km | Jari-Matti Latvala        | Volkswagen Polo R WRC                 | 7:29.5  | Ott Tänak         |
| 2. den | SS17 | SSS Mikołajki Arena 3 | 2.50 km  | Ott Tänak                 | Ford Fiesta RS WRC                    | 1:45.4  | Ott Tänak         |
| 3. den | SS18 | Baranowo 1            | 21.25 km | Andreas Mikkelsen         | Volkswagen Polo R WRC                 | 10:43.5 | Ott Tänak         |
| 3. den | SS19 | Sady 1                | 8.55 km  | Sébastien Ogier           | Volkswagen Polo R WRC                 | 4:31.2  | Ott Tänak         |
| 3. den | SS20 | Baranowo 2            | 21.25 km | Jari-Matti Latvala        | Volkswagen Polo R WRC                 | 11:18.5 | Andreas Mikkelsen |
| 3. den | SS21 | Sady 2 (Power Stage)  | 8.55 km  | Sébastien Ogier           | Volkswagen Polo R WRC                 | 4:47.0  | Andreas Mikkelsen |

### Power Stage
| Pozice | Jezdec             | Vůz                   | Čas    | Rozdíl | Body |
| ------ | ------------------ | --------------------- | ------ | ------ | ---- |
| 1      | Sébastien Ogier    | Volkswagen Polo R WRC | 4:47.0 | 0.0    | 3    |
| 2      | Jari-Matti Latvala | Volkswagen Polo R WRC | 4:47.7 | +0.7   | 2    |
| 3      | Thierry Neuville   | Hyundai i20 WRC       | 4:48.5 | +1.5   | 1    |